# Сати (роман)
Сати (енгл. The Hours) роман је америчког књижевника Мајкла Канингема, први пут објављен 1998. године. Заплет се плете око три самосталне али уједно и паралелне приче, које се одигравају јунског дана у различитим временским периодима двадесетог века. Прва прича смештена у двадесете године приповеда о познатој енглеској књижевници Вирџинији Вулф и њеној борби са депресијом и суицидним тежњама. Друга приповеда о Лаури Браун која се бори са незадовољством и анксиозношћу према сопственом животу и породици живећи у послератном предграђу Лос Анђелеса крајем четрдесетих. Смештен на крај двадесетог века трећи наратив приказује Кларису Вон и њен покушај да приреди забаву свом пријатељу Ричарду који умире од АИДС-а. Важну улогу у роману игра ремек-дело модернистичке књижевности Госпођа Даловеј; Вирџинија Вулф започиње писање свог познатог остварења, Лаура Браун га чита, док је прича о Клариси Вон обликована као савремена и постмодернистичка интерпретација њене фабуле. На овај начин Канингем није само преобликовао класик светске књижевности, већ га је осавременио (Трећа прича), увео њеног писца као лика (прва прича) и обликовао ликове у складу са карактеризацијом коју је Вирџинија Вулф изнела у есеју Господин Бенет и госпођа Браун (друга прича). Такође, наслов романа се не односи само на тематизацију протока времена важну за поетику Канингема као и за поетику В. Вулф, већ и на чињеницу да су Сати били њен радни наслов при писању Госпође Даловеј. Осим протока времена књига тематизује флуидност сексуалности, депресију, менталне болести, пролазност среће и могућност проналаска тренутног испуњења.
Књижевна критика је роман дочекала похвалама, о чему сведоче и две престижне награде: Фокнерова и Пулицерова награда за прозу. Успешно је адаптиран у истоимени филм у режији Стивена Долдрија са Мерил Стрип, Никол Кидман и Џулијен Мур у главним улогама. Роман је на српски језик преведен два пута. Први превод је начинила Марија Стаменковић, а други Зоран Пауновић.

## Издања на српском
- Мајкл Канингем, Сати (с енглеског превела: Марија Стаменковић), Народна књига, Београд, 2003.  103648012
- Мајкл Канингем, Сати (с енглеског превела: Марија Стаменковић), Народна књига, Београд, 2005.  124294156
- Мајкл Канингем, Сати (с енглеског превео: Зоран Пауновић), Архипелаг, Београд, 2018.  264241676